# 제8회 제주영화제
제8회 제주영화제는 2009년 8월 20일에 열린 시상식이다.

## 수상 및 후보

### 본선작
- 소년 마부 - 박홍준
- 습도 0% - 류근환
- 사람을 찾습니다 - 이서
- 밀크카라멜 - 김주석
- 잠자는 숲속의 미녀 - 양지은
- 잠복근무 - 이정욱
- 6시간 - 문성혁
- 산책가 - 김예영
- 7인의 초인과 괴물 F - 박종영
- Silver Wedding - 조선희
- 문디 - 정해심
- 소년, 소년을 만나다 - 김조광수
- 숨 - 김의균
- 좋은 밤 되세요 - 채민기
- 미드나잇 블루스 - 임나무
- 초대 - 유지태
- 스탠드 업 - 박상현
- 바다 쪽으로, 한 뼘 더 - 최지영
- 지구에서 사는 법 - 안슬기
- 반두비 - 신동일
- 더 나쁜 범죄 - 김건
- 준이의 문법 - 조한아
- 우유와 자장면 - 최형락
- Cherry Blossom - 한승환
- 마당위의 아이 - 홍태이
- 앞산전 - 김지현
- 버닝 스테이지 - 양선우
- 굿맨 - 김동희
- 잃어버린 물고기 - 한소라
- 넌, 혼자가 아냐 - 김민정

### 제주트멍
- 나의 가장 오래된 친구 - 강민건
- 보물찾기 - 강세연 외1명
- 천만원 대소동 - 권세윤

### 초청작- 스페인 영화제
- 시크릿 라이프 오브 워즈 - 이자벨 코이젯트
- 나를 잊지 말아요 - 패트리시아 페헤이라
- 타파스 - 호세 코르바초
- 시간의 전설 - 이사키 라쿠에스타
- 혼란스런 아나 - 훌리오 메뎀
- 요 - 라파엘 코츠